# Bernhard Wilhelm Rosendahl
Bernhard Wilhelm Rosendahl (* 1804 in Emden; † 18. Oktober 1846 in Berlin) war ein deutscher Maler.

## Leben
Rosendahl war Schüler von Peter von Cornelius. Er spezialisierte sich auf architektonische Ornamentmalerei und wurde insbesondere von Karl Friedrich Schinkel zur Ausschmückung von ihm entworfener Bauwerke herangezogen.

## Werke
- Schloss Charlottenhof, Potsdam: ornamentale und figürliche Malereien sowie Grotesken (in Wachsfarben) an den Wänden des Portikus (Rückseite) sowie am Zugang zur Pergola (1833, nach Entwurf Schinkels)
- St. Nikolai (Potsdam): Fresko (Christus, Apostel und Evangelisten auf Goldgrund) in der Apsis der Nikolaikirche zu Potsdam (1834, nach Entwurf Schinkels)
- Altes Museum: Ausmalung Etruskisches Cabinet (zerstört, durch Farbdias dokumentiert)[1]
- Johanniskirche (Zittau): Fresko (Evangelist Johannes mit Engeln) in der Apsis der von Schinkel umgebauten Kirche (1836)
- Römische Bäder (Potsdam): Ausmalung (1839)
- Schlosspark Neustrelitz, Deckenmalerei im Hebetempel, Ausmalung der Orangerie (ab 1842)

Vorlagenwerke
- Magazin architektonischer Verzierungen mit besonderer Rücksicht auf die Zimmer-Decoration so wie auch für Bronzeure, Gürtler, Stukateure, Gold- und Silberarbeiter, Bildhauer. Berlin: Steffen 1827; 3. Aufl. Berlin 1836 (44 farbige Lithografien)
- (mit Heinrich Asmus): Hülfsbuch beim Zeichnen architektonischer, artistischer und technischer Verzierungen. 1834/42, 2. Ausgabe 1848